# Anakapalle
|  | Per a altres significats, vegeu «Anakapalle (ciutat)». |

Anakapalle fou un antic principat de l'Índia al districte de Visakhapatnam, taluka d'Anakapalle, del tipus zamindar. Inicialment era tributari dels rajes de Vizianagram, però aquesta família el va comprar el 1802 subjecte a tribut (peshkash) al govern britànic. El raj el va revendre a Gode Jaggappa. El formen 16 viles i 17 llogarets. Anakapalle tenia en total 145 viles i 154 llogarets (810 km²) tots en poder de zamindaris, i tenia una població el 1881 de 131.637 habitants de majoria hindús. La capital de la taluka era Anakapalle.